# 圣彼得堂 (布赖顿)
圣彼得堂（英語：St Peter's Church） 是英格兰布赖顿-霍夫的一部分，布赖顿中心的一座教堂。这是一座滑铁卢教堂，由竞赛获胜者，年仅二十余岁的年轻建筑师查尔斯·巴里爵士设计，建于1824年5月8日奠基，当时是城市的入口，现在是市中心。1828年1月25日献堂。哥特复兴建筑风格。1950年列为二级登录建筑。从1873年到2007年，为布赖顿的牧区教堂，有时非正式地称为“布赖顿的主教座堂”。
1978年，圣彼得堂与北街皇家礼拜堂合为一个牧区。2007年12月，经过长期协商，教区牧灵委员会建议应裁撤圣彼得牧区。2009年5月8日，伦敦的圣三一布朗普顿堂（Holy Trinity Brompton Church）同意接管其所有权。圣彼得牧区重组为一个单独的小牧区。